# Laura Branigan
Laura Ann Branigan (Brewster, New York, 1952. július 3. – East Quogue, New York, 2004. augusztus 26.) amerikai énekesnő, dalszöveg író, színésznő. 1982-ben vált ismertté Gloria című dalával, mely az  U.S. Billboard Hot 100-as listáján 36 hétig volt fenn, és ami eredetileg egy olasz énekes, Umberto Tozzi dala volt. 1984-ben a Self Control című dala is ismert lett világszerte, mely platina lemez lett. Több mozi és televízió film zenéjében is közreműködött beleértve a Grammy díjas Flashdance-t és a Ghostbusters (Szellemirtók) filmeket.
2004-ben, 52 évesen, agyértágulat okozta agyvérzésben (aneurizma ruptura) halt meg otthon álmában.

## Élete és pályafutása
Kathleen O’Hare Branigan és James Branigan ötgyerekes családjuk negyedik gyermekeként látta meg a napvilágot a Brewster nevű faluban.
Anyai ágon ír származású. Iskolai tanulmányai után pincérkedett. 1972-ben találkozott Walker Daniels akusztikus gitárossal és a jövendő feleségével, Sharon Stormmal, valamint a szintén akusztikus gitárossal Chris Van Cleave-vel, akikkel megalkották a Meadow nevű folk-rock bandát. 1973-ban csatlakozott hozzájuk Bob Valdez basszusgitáros. The Friend Ship néven kiadták debütáló albumukat. A támogatás hiánya miatt nem jelent meg több albumuk. A banda feloszlott, miután Walker Daniels öngyilkos lett. Branigan nem szívesen nyilatkozott a Meadow-beli közreműködéséről.
A Meadow felbomlása utáni években Branigan különböző helyeken dolgozott, többek között Leonard Cohen háttér énekese is volt 1976-os európai turnéján. 1978 decemberében feleségül ment egy bizonyos Larry Ross Kruteck nevű ügyvédhez, akivel egy évvel korábban Manhattanben egy partin ismerkedett meg.
1979-ben találkozott az Európából hazatérő Sid Bernstein nevű menedzserrel, és Branigan aláírt egy szerződést az Atlantic Records-szal.
A hangereje és színe sokáig megnehezítette a karrierjét, jó néhány évbe telt, mire pop énekesnek kategórizálták. 9 dalos debütáló albuma Branigan címmel 1982 márciusában jelent meg. Igazi sikerét Umberto Tozzi 1979-ben felvett, több európai országban sikeres olasz szerelmes dalának, a Gloriának a Tozzi saját rendezőjével, Greg Mathiesonnal átdolgozása után lett. A dal így frissítve, amit Branigan „amerikai kick”-nek nevezett, megfelelt az új angol szövegnek. Az amerikai rádióállomások kezdetben nem voltak elragadtatva a Gloriától, de miután a diszkók játszani kezdték, végül beadták a derekukat, így az 1980-as évek egyik legnagyobb slágere lett. Az album aranyalbum lett, és a kislemez végül platina lett (több mint kétmillió példányt adtak el az USA-ban). Karrierje csúcsán Branigan színésznői pályára is lépett. Szerepelt az Egy amerikai lány Berlinben c. filmben, illetve a Knight Riderben. A Dr. Pepper, a Coca-Cola és a Chrysler termékeinek televíziós és rádiós kampányaiban is énekelt. 
Az 1984-es évben az európai szintpop korszak csúcsára a Self Control c. dalával került fel. De ezt is egy olasz dalszerző írta. Az olasz poplistán meg is jelenik, de nem hittek benne, hogy sikeres lesz, így az Egyesült Államokban megvették a szerzői jogokat, és onnan indult el a dal ismét Európa és a világ többi országa felé. Az egyes országokban 10-20 hétig szerepelt a 100-as ranglistán. Akkoriban nagyon ritka volt, hogy szinte minden földrészt meg tudott hódítani a dal.
Branigan olyan hírességekkel dolgozott együtt, mint Toto, Harold Faltermeyer, Doane Perry dobos a Jethro Tullból, Joe Esposito stb. 1984-ben Branigan élő bemutatóját kétszer rögzítették egy rádióműsorban és egy koncertvideóban. 
Branigant az 1985-ös American Music Awards díjra jelölték a legnépszerűbb pop/rock énekesnő kategóriában, amelyet végül Cyndi Lauper nyert el.

## Magánélete
1978-ben házasságot kötött a nála tizenhat évvel idősebb Lawrence Kruteck-kal, egy manhattani ügyvéddel. 1978. március 17-én találkoztak egy Szt. Patrik-napi összejövetelen. Még az év december 8-án sor került esküvőjükre. A pár együtt nevelte Kruteck előző házasságából származó két gyermekét, Michael-t és Soffy-t. Kruteck rákban halt meg 1996-ban. Betegsége alatt Branigan végig férje mellett volt, és ideiglenesen felfüggesztette énekesi karrierjét is. Branigan nem házasodott újra azt követően.
2001-ben alighogy újból elkezdett énekelni, Branigan otthonában eltörte mindkét lábát, ami miatt fél évig fizioterápiára kényszerült.

## Albumai
- Branigan – 1982
- Branigan 2 – 1983
- Self Control – 1984
- Hold me – 1985
- Touch – 1987
- Laura Branigan – 1990
- Over my heart – 1993
- The best of Branigan – 1995
- The Essentials: Laura Branigan – 2012